# Informe Draghi

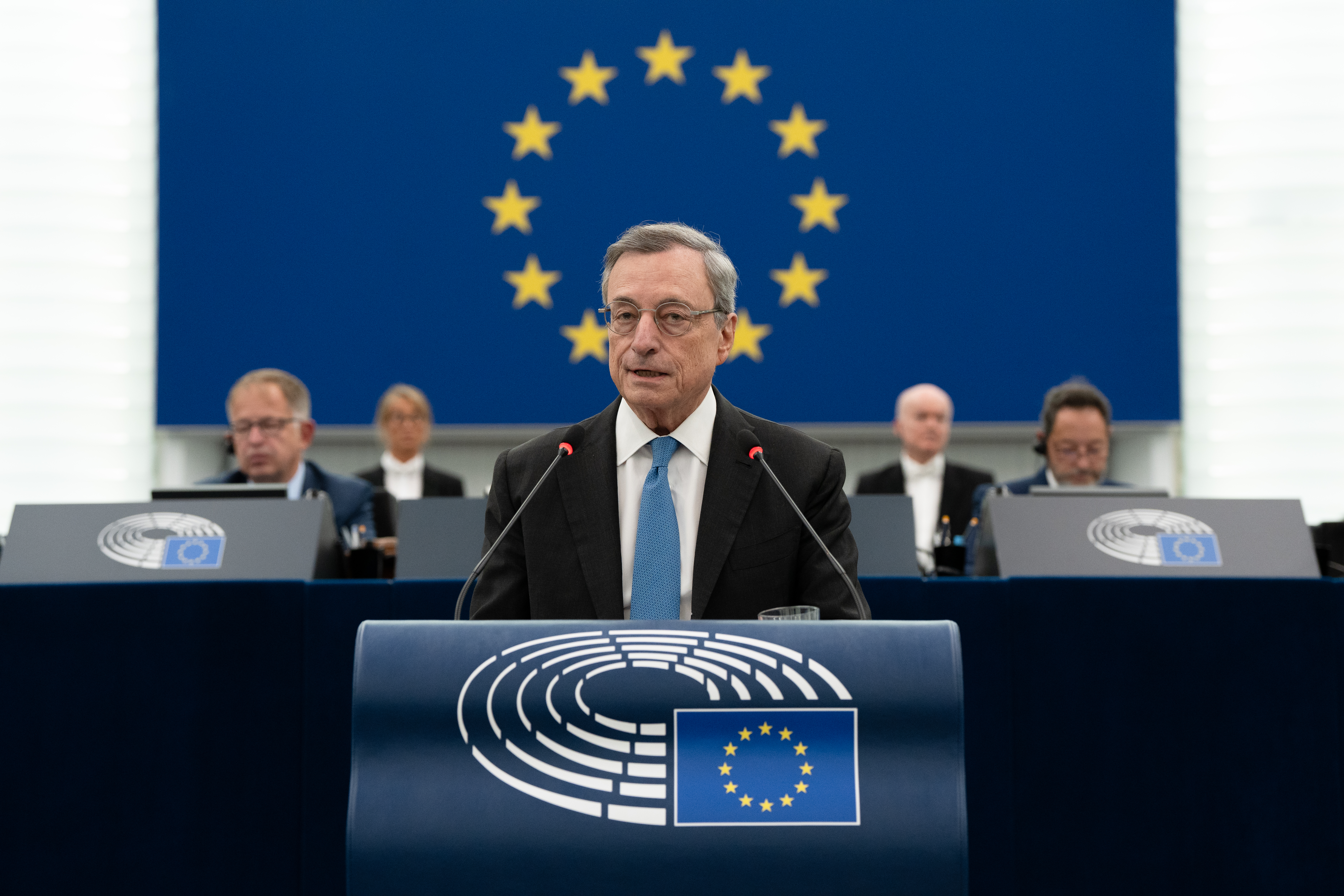
Mario Draghi durante el pleno del Parlamento Europeo en septiembre de 2024

El "Informe sobre el futuro de la competitividad europea" comúnmente denominado informe Draghi, es un documento, presentado en septiembre de 2024, por Mario Draghi, expresidente del Banco Central Europeo y ex primer ministro de Italia.
El documento ha sido elaborado a partir de una propuesta de la presidenta de la Comisión Europea, Ursula von der Leyen en septiembre de 2023 y se plantea como un referente para las futuras políticas y estrategias del ejecutivo comunitario (Segunda Comisión Von der Leyen) que tomó posesión en diciembre de 2024. En el informe, Draghi analiza los desafíos y estrategias para frenar el declive económico de la Unión Europea frente a Estados Unidos y China, en un entorno global. 
Los tres objetivos básicos para Europa que se marcan en el informe son: primero la mejora de la productividad y de la innovación tecnológica, mediante la reducción de la brecha de innovación con Estados Unidos y China; segundo, la descarbonización de la economía  de forma compatible con el incremento de la productividad y tercero, el avance de la autonomía estratégica de Europa y de su seguridad y reducir por tanto la dependencia del exterior.
También apuesta por un protagonismo más actual de la política industrial, por encima incluso de políticas comerciales o de competencia, que se centre en sectores. la simplificación regulatoria y por la creación de un entorno favorable para financiar todo el proceso de transformación. Las propuestas contienen desafíos importantes, como la fragmentación política y la capacidad fiscal limitada, lo que subraya la necesidad de avanzar en una integración a varias velocidades y priorizar las reformas más viables para lograr un mercado único en sectores claves como servicios, capitales, energía o digital.

## Estructura y contenido
El documento de 400 páginas contiene un total de 176 medidas específicas para diez sectores industriales y cinco horizontales.
El informe se estructura en dos partes, una primera (Parte A, 69 páginas) que define la estrategia de competitividad para Europa, en torno a seis grandes áreas:
- Competitividad y productividad
- Transición digital y verde
- Autonomía estratégica
- Educación y capacitación
- Políticas fiscales y estructurales
- Gobernanza y regulación

La segunda (Parte B, 328 páginas) contiene análisis específicos y detalle con un amplio conjunto de recomendaciones y análisis y políticas para los siguientes macrosectores estratégicos: 
- Energía
- Materias primas críticas
- Digitalización/ tecnologías avanzadas
- Industrias intensivas en energía
- Tecnologías limpias
- Automoción
- Defensa
- Espacio
- Farmacia
- Transporte

Por último incluye una serie de políticas horizontales.